# Pocisk dymny
Pocisk dymny – pocisk artyleryjski lub rakietowy przeznaczony do tworzenia zasłon dymnych. Obłok dymu jest efektem rozproszenia substancji dymotwórczej, jej sublimacji, lub reakcji chemicznej pomiędzy substancją dymotwórczą a powietrzem. Pociski dymne dzielimy na wybuchające, których budowa jest zbliżona do budowy pocisków chemicznych, w których rozproszenie substancji dymotwórczej następuje w wyniku wybuchu ładunku materiału wybuchowego i pociski dymne emitujące niezawierające materiału wybuchowego.
Czas emisji dymu nie przekracza zwykle kilku minut. W tym czasie pojedynczy pocisk dymny może postawić zasłonę dymna o wysokości do 10 m, na obszarze 100x200 m.